# Westfalenpokal 2025/26
Der Westfalenpokal 2025/26 ist die 45. Austragung im Fußball-Westfalenpokal der Männer. Der Sieger wird sich für die erste Hauptrunde des DFB-Pokals 2026/27 qualifizieren.
Höchstklassigster Teilnehmer ist Drittligist SC Verl. Am Westfalenpokal nahm mit dem FC TuRa Bergkamen aber auch erneut ein A-Kreisligist teil.

## Modus
Der Westfalenpokal wird im K.-o.-System ausgetragen. In jeder Runde wird jede Mannschaft ein Spiel bestreiten. Endet ein Spiel nach 90 Minuten unentschieden, wird die Entscheidung im Elfmeterschießen fallen. Die Partien der ersten Runde und alle folgenden Paarungen (außer das Finale) werden ausgelost. Bei den Spielen der ersten Runde bis einschließlich Viertelfinale hat die klassenniedrigere Mannschaft stets Heimrecht. In den weiteren Runden haben lediglich die Kreisligamannschaften Heimrecht. Spielen zwei Mannschaften aus der gleichen Ligaebene gegeneinander, wird die bei der Auslosung zuerst gezogene Mannschaft ein Heimspiel haben. Ein Tausch des Heimrechts wird möglich sein. Ab dem Halbfinale können die Spielorte durch den Verband bestimmt werden. Zur Auslosung der ersten beiden Runden wurden nach überwiegend regionalen Gesichtspunkten vier etwa gleich stark besetzte Gruppen zu je 16 Teams gebildet. In den ersten beiden Runden werden nur Teams jeweils einer Gruppe aufeinandertreffen. Die vier Gruppen oder andere regionale Kriterien werden bei der Auslosung der weiteren Runden unberücksichtigt bleiben.

## Teilnehmer
Für den Westfalenpokalwettbewerb 2025/26 qualifizieren sich die westfälischen Vereine aus der 3. Liga und der Regionalliga West. Davon ausgenommen ist Arminia Bielefeld als westfälischer Aufsteiger in die 2. Bundesliga. Dazu kommen die besten sechs teilnahmeberechtigten Mannschaften der Oberliga Westfalen, die Meister der beiden Staffeln der Westfalenliga, die Meister der vier Staffeln der Landesliga, die Meister der 12 Staffeln der Bezirksliga sowie die 29 Kreispokalsieger. Die verbleibenden der insgesamt 64 Startplätze werden an die 5 Fußballkreise vergeben, die die meisten aktiv am Spielbetrieb der Kreisligen teilnehmenden Herrenmannschaften am Ende der Saison 2024/25 stellen. Dies sind die Kreise Dortmund, Recklinghausen, Bochum, Ahaus/Coesfeld und Münster. Qualifiziert sich ein Team sowohl über den Kreispokal als auch über die Liga, rückt der beste nicht seinerseits bereits über die Liga qualifizierte Teilnehmer des Kreispokalwettbewerbs nach. Nicht teilnahmeberechtigt sind zweite Mannschaften.
Folgende Klubs haben sich qualifiziert:
| Westfälische Mannschaften der 3. Liga 2024/25 II Auf | Westfälische Mannschaften der Regionalliga West 2024/25 II | Die besten sechs Mannschaften der Oberliga Westfalen 2024/25 II |
| SC Verl | FC Gütersloh Sportfreunde Lotte SV Rödinghausen SC Wiedenbrück Türkspor Dortmund (→ OL) | Sportfreunde Siegen (→ RL) ASC 09 Dortmund Westfalia Rhynern FC Eintracht Rheine SV Schermbeck SV Lippstadt 08 II 7. |
| Die Meister der Westfalenliga 2024/25 | Die Meister der Landesliga 2024/25 | Die Meister der Bezirksliga 2024/25 |
| TuS Hiltrup (1) TSG Sprockhövel (2) | VfL Theesen (1) SpVg Hagen 11 (2) DJK TuS Hordel (3) FC Nordkirchen (4) | FC Lübbecke (1) VfB Schloß Holte (2) BV Bad Lippspringe (3) SuS Langscheid/Enkhausen (4) TSV Weißtal (5) TuS Eichlinghofen (6) ASK Ahlen (7) VfL Kamen (8) BV Herne-Süd (9) FC Altenbochum (10) SV Schwarz-Weiß Lembeck (11) SpVg Emsdetten 05 (12) |
| Die Kreispokalsieger der Saison 2024/25 | | |
| - Ahaus/Coesfeld FC Epe (LL → BL) Grün-Weiß Nottuln (WL) F + - Arnsberg SV Hüsten 09 (BL) - Beckum Rot Weiss Ahlen (OL) - Bielefeld SC Peckeloh (WL) - Bochum SG Wattenscheid 09 (OL) SC Weitmar 45 (BL) F + - Detmold Post TSV Detmold (LL) - Dortmund BSV Schüren (WL) F VfR Sölde (LL → BL) H + - Gelsenkirchen SC Hassel (BL) - Gütersloh FSC Rheda (WL) - Hagen SC Obersprockhövel (WL) F | - Herford BV Stift Quernheim (BL) - Herne SV Wacker Obercastrop (WL) - Hochsauerland RW Erlinghausen (LL) - Höxter FC Nieheim (WL → LL) - Iserlohn Borussia Dröschede (LL) - Lemgo TuS Lipperreihe (BL) - Lippstadt SuS Bad Westernkotten (LL) - Lübbecke FC Preußen Espelkamp (WL) - Lüdenscheid RSV Meinerzhagen (WL) - Minden SC RW Maaslingen (WL) | - Münster 1. FC Gievenbeck (OL) SC Westfalia Kinderhaus (WL) F + - Olpe SG Finnentrop/Bamenohl (OL) - Paderborn SF DJK Mastbruch (LL) - Recklinghausen SV RW Deuten (LL) SV Dorsten-Hardt (LL) F + - Siegen-Wittgenstein TuS Erndtebrück (WL) - Soest Westfalia Soest (WL) - Steinfurt SV Mesum (WL) - Tecklenburg Teuto Riesenbeck (BL) - Unna-Hamm FC TuRa Bergkamen (KLA) F |
| Abkürzungen: 3L= 3. Liga, RL = Regionalliga, OL = Oberliga, WL = Westfalenliga, LL = Landesliga, BL = Bezirksliga, KLA = Kreisliga A | | |

## Gruppen
Vor der Auslosung der ersten beiden Runden wurden nach überwiegend regionalen Kriterien vier Gruppen mit etwa gleicher Spielstärke gebildet. In den Partien der ersten beiden Runden werden ausschließlich Teams jeweils einer Gruppe aufeinandertreffen.
Gruppe 1: Sportfreunde Lotte (RL), TuS Hiltrup (OL), SV Schermbeck (OL), Eintracht Rheine (OL), 1. FC Gievenbeck (OL), GW Nottuln (WL), Westfalia Kinderhaus (WL), FC Nordkirchen (WL), SpVg Emsdetten 05 (LL), SV Dorsten Hardt (LL), Rot-Weiß Deuten (LL), SC Altenrheine (LL), SV SW Lembeck (LL), SV Teuto Riesenbeck (BL), SC Buer-Hassel (BL), FC Epe (BL)
Gruppe 2: Sportfreunde Siegen (RL), TSG Sprockhövel (OL), SG Finnentrop/Bamenohl (OL), SG Wattenscheid 09 (OL), SpVg Hagen 11 (WL), SC Obersprockhövel (WL), TuS Erndtebrück (WL), DJK TuS Hordel (WL), RSV Meinerzhagen (WL), Wacker Obercastrop (WL), TSV Weißtal (LL), Borussia Dröschede (LL), BV Herne-Süd (LL), TuS Eichlinghofen (LL), FC Altenbochum (LL), SC Weitmar (BL)
Gruppe 3: FC Gütersloh (RL), SC Wiedenbrück (RL), ASC 09 Dortmund (OL), RW Ahlen (OL), Türkspor Dortmund (OL), Westfalia Rhynern (OL), SV Westfalia Soest (WL), BSV Schüren (WL), SuS Bad Westernkotten (LL), RW Erlinghausen (LL), VfL Kamen (LL), ASK Ahlen (LL), SuS Langscheid/Enkhausen (LL), SV Hüsten 09 (BL), VfR Sölde (BL), FC TuRa Bergkamen (KLA)
Gruppe 4: SC Verl (3L), SV Rödinghausen (RL), SV Lippstadt 08 (OL), RW Maaslingen (WL), Preußen Espelkamp (WL), SC Peckeloh (WL), VfL Theesen (WL), FSC Rheda (WL), BV Bad Lippspringe (LL), FC Lübbecke (LL), Sportfreunde Mastbruch (LL), Post TSV Detmold (LL), VfB Schloß Holte (LL), FC Nieheim (LL), BV Stift Quernheim (BL), TuS Lipperreihe (BL)

## 1. Runde
Die 1. Runde soll laut Rahmenterminplan zwischen dem 28. Juli 205 und dem 14. August 2025 ausgetragen werden. Die letzte Erstrundenpartie ist aber erst für den 20. August 2025 terminiert. Die Partien der 1. Runde und die weiteren Partien bis einschließlich Viertelfinale wurden am 18. Juni 2025 im SportCentrum Kaiserau ausgelost.
Vor der Auslosung der ersten Runden wurden nach überwiegend regionalen Kriterien vier etwa gleich stark besetzte Gruppen gebildet. In den Partien der ersten Runde treffen ausschließlich Teams jeweils einer Gruppe aufeinander. Die klassenniedrigere Mannschaft wird immer Heimrecht haben.
Landesligist SV RW Deuten und die Westfalenligisten BSV Schüren und Wacker Obercastrop konnten jeweils ihren eine Klasse höher spielenden Gegner besiegen. Landesligist BV Bad Lippspringe besiegte den Oberligisten SV Lippstadt. Größte Überraschung bisher war aber der Sieg des Landesligisten SuS Bad Westernkotten über den Regionalligisten SC Wiedenbrück. 
Der Verler Chilohem Onuoha erzielte beim 12:0-Sieg über Lipperreihe fünf Tore.

### Gruppe 1
| Datum                      |                              | Ergebnis |                          |
| -------------------------- | ---------------------------- | -------- | ------------------------ |
| 2. August 2025, 15:00 Uhr  | SC Altenrheine (LL)          | 2:1      | SV SW Lembeck (LL)       |
| 3. August 2025, 15:00 Uhr  | SpVg Emsdetten 05 (LL)       | 1:4      | FC Eintracht Rheine (OL) |
| 3. August 2025, 15:00 Uhr  | SV RW Deuten (LL)            | 3:1      | Grün-Weiß Nottuln (WL)   |
| 3. August 2025, 15:00 Uhr  | SC Westfalia Kinderhaus (WL) | 1:2      | TuS Hiltrup (OL)         |
| 3. August 2025, 15:00 Uhr  | SV Teuto Riesenbeck (BL)     | 0:6      | 1. FC Gievenbeck (OL)    |
| 3. August 2025, 15:00 Uhr  | SC Buer-Hassel (BL)          | 3:4      | FC Epe (BL)              |
| 13. August 2025, 18:30 Uhr | SV Dorsten Hardt (LL)        | 0:11     | Sportfreunde Lotte (RL)  |
| 13. August 2025, 19:00 Uhr | FC Nordkirchen (WL)          | 1:3      | SV Schermbeck (OL)       |

### Gruppe 2
| Datum                      |                         | Ergebnis          |                             |
| -------------------------- | ----------------------- | ----------------- | --------------------------- |
| 3. August 2025, 15:00 Uhr  | SC Weitmar 45 (BL)      | 1:3               | RSV Meinerzhagen (WL)       |
| 3. August 2025, 15:00 Uhr  | TSV Weißtal (LL)        | 4:4 (10:11 n. E.) | Borussia Dröschede (LL)     |
| 3. August 2025, 15:00 Uhr  | BV Herne Süd (LL)       | 0:4               | SG Finnentrop/Bamenohl (OL) |
| 3. August 2025, 15:00 Uhr  | SpVg Hagen 11 (WL)      | 1:3               | SC Obersprockhövel (WL)     |
| 3. August 2025, 15:00 Uhr  | TuS Erndtebrück (WL)    | 3:1               | DJK TuS Hordel (WL)         |
| 13. August 2025, 19:00 Uhr | FC Altenbochum (LL)     | 2:2 (4:6 n. E.)   | Sportfreunde Siegen (RL)    |
| 13. August 2025, 19:30 Uhr | Wacker Obercastrop (WL) | 2:0               | TSG Sprockhövel (OL)        |
| 20. August 2025, 19:30 Uhr | TuS Eichlinghofen (LL)  | Spiel 13          | SG Wattenscheid 09 (OL)     |

### Gruppe 3
| Datum                      |                            | Ergebnis        |                               |
| -------------------------- | -------------------------- | --------------- | ----------------------------- |
| 1. August 2025, 19:30 Uhr  | FC TuRa Bergkamen (KLA)    | 2:2 (6:7 n. E.) | VfR Sölde (BL)                |
| 1. August 2025, 20:00 Uhr  | RW Erlinghausen (LL)       | 0:2             | ASC 09 Dortmund (OL)          |
| 3. August 2025, 15:00 Uhr  | ASK Ahlen (LL)             | 6:2             | SuS Langscheid/Enkhausen (LL) |
| 3. August 2025, 15:00 Uhr  | SV Hüsten 09 (BL)          | 1:4             | Türkspor Dortmund (OL)        |
| 3. August 2025, 15:00 Uhr  | SV Westfalia Soest (WL)    | 2:2 (5:7 n. E.) | Westfalia Rhynern (OL)        |
| 5. August 2025, 19:00 Uhr  | VfL Kamen (LL)             | 0:7             | FC Gütersloh (RL)             |
| 6. August 2025, 19:00 Uhr  | SuS Bad Westernkotten (LL) | 3:1             | SC Wiedenbrück (RL)           |
| 13. August 2025, 19:00 Uhr | BSV Schüren (WL)           | 2:1             | Rot Weiß Ahlen (OL)           |

### Gruppe 4
| Datum                      |                         | Ergebnis        |                          |
| -------------------------- | ----------------------- | --------------- | ------------------------ |
| 31. Juli 2025, 19:30 Uhr   | BV Stift Quernheim (BL) | 1:3             | Rot-Weiß Maaslingen (WL) |
| 3. August 2025, 15:00 Uhr  | Preußen Espelkamp (WL)  | 0:4             | SC Peckeloh (WL)         |
| 3. August 2025, 15:00 Uhr  | Post TSV Detmold (LL)   | 0:1             | FSC Rheda (WL)           |
| 3. August 2025, 15:00 Uhr  | VfB Schloß Holte (LL)   | 2:1             | FC Nieheim (LL)          |
| 13. August 2025, 18:30 Uhr | SV Lippstadt 08 (OL)    | 1:3 1           | BV Bad Lippspringe (LL)  |
| 13. August 2025, 18:30 Uhr | FC Lübbecke (LL)        | 1:3             | SV Rödinghausen (RL)     |
| 13. August 2025, 18:30 Uhr | TuS Lipperreihe (BL)    | 0:12            | SC Verl (3L)             |
| 14. August 2025, 19:30 Uhr | DJK SF Mastbruch (LL)   | 1:1 (8:9 n. E.) | VfL Theesen (WL)         |

## 2. Runde
Die 2. Runde soll laut Rahmenterminplan zwischen dem 19. August 2025 und dem 11. September 2025 ausgetragen werden. In den Partien der 2. Runde treffen ausschließlich Teams jeweils einer vor der Auslosung der 1. Runde gebildeten Gruppe aufeinander. Die klassenniedrigere Mannschaft wird immer Heimrecht haben.

### Gruppe 1
| Datum                         |                     | Ergebnis |                          |
| ----------------------------- | ------------------- | -------- | ------------------------ |
| 20. August 2025, 18:45 Uhr    | FC Epe (BL)         | Spiel 34 | 1. FC Gievenbeck (OL)    |
| 4. September 2025, 18:00 Uhr  | SC Altenrheine (LL) | Spiel 33 | Sportfreunde Lotte (RL)  |
| 11. September 2025, 19:00 Uhr | SV Schermbeck (OL)  | Spiel 35 | TuS Hiltrup (OL)         |
| 11. September 2025, 19:30 Uhr | SV RW Deuten (LL)   | Spiel 36 | FC Eintracht Rheine (OL) |

### Gruppe 2
| Datum                         |                          | Ergebnis   |                             |
| ----------------------------- | ------------------------ | ---------- | --------------------------- |
| 4. September 2025, 19:00 Uhr  | Sportfreunde Siegen (RL) | Spiel 40 1 | TuS Erndtebrück (WL)        |
| 4. September 2025, 19:30 Uhr  | SC Obersprockhövel (WL)  | Spiel 39   | RSV Meinerzhagen (WL)       |
| 10. September 2025, 19:30 Uhr | Wacker Obercastrop (WL)  | Spiel 37   | SG Finnentrop/Bamenohl (OL) |
| 11. September 2025, 19:30 Uhr | Borussia Dröschede (LL)  | Spiel 38   | Sieger aus Spiel 13         |

### Gruppe 3
| Datum                         |                            | Ergebnis |                        |
| ----------------------------- | -------------------------- | -------- | ---------------------- |
| 20. August 2025, 19:30 Uhr    | Westfalia Rhynern (OL)     | Spiel 44 | ASC 09 Dortmund (OL)   |
| 3. September 2025, 18:00 Uhr  | SuS Bad Westernkotten (LL) | Spiel 41 | FC Gütersloh (RL)      |
| 11. September 2025, 18:00 Uhr | VfR Sölde (BL)             | Spiel 43 | BSV Schüren (WL)       |
| 11. September 2025, 19:30 Uhr | ASK Ahlen (LL)             | Spiel 42 | Türkspor Dortmund (OL) |

### Gruppe 4
| Datum                         |                          | Ergebnis |                      |
| ----------------------------- | ------------------------ | -------- | -------------------- |
| 4. September 2025, 18:00 Uhr  | Rot-Weiß Maaslingen (WL) | Spiel 47 | SV Rödinghausen (RL) |
| 10. September 2025, 18:00 Uhr | BV Bad Lippspringe (LL)  | Spiel 46 | SC Verl (3L)         |
| 10. September 2025, 18:00 Uhr | SC Peckeloh (WL)         | Spiel 48 | FSC Rheda (WL)       |
| 11. September 2025, 19:30 Uhr | VfB Schloß Holte (LL)    | Spiel 45 | VfL Theesen (WL)     |

## Achtelfinale
Das Achtelfinale soll laut Rahmenterminplan zwischen dem 15. September 2025 und dem 16. Oktober 2025 ausgetragen werden.
Die zur Auslosung der 1. und 2. Runde gebildeten vier Gruppen bleiben bei der Auslosung des Achtelfinales unberücksichtigt. Die klassenniedrigere Mannschaft wird Heimrecht haben.
| Datum                            |                          | Ergebnis |                          |
| -------------------------------- | ------------------------ | -------- | ------------------------ |
| ab 15. September 2025, 00:00 Uhr | Sieger aus Spiel 37      | Spiel 49 | Sieger aus Spiel 47      |
| ab 15. September 2025, 00:00 Uhr | Sieger aus Spiel 36      | Spiel 50 | Sieger aus Spiel 42      |
| ab 15. September 2025, 00:00 Uhr | Sieger aus Spiel 45      | Spiel 51 | Sieger aus Spiel 46      |
| ab 15. September 2025, 00:00 Uhr | Sieger aus Spiel 38      | Spiel 52 | Sieger aus Spiel 44 (OL) |
| ab 15. September 2025, 00:00 Uhr | Sieger aus Spiel 33      | Spiel 53 | Sieger aus Spiel 39 (WL) |
| ab 15. September 2025, 00:00 Uhr | Sieger aus Spiel 35 (OL) | Spiel 54 | Sieger aus Spiel 34      |
| ab 15. September 2025, 00:00 Uhr | Sieger aus Spiel 43      | Spiel 55 | Sieger aus Spiel 41      |
| ab 15. September 2025, 00:00 Uhr | Sieger aus Spiel 40      | Spiel 56 | Sieger aus Spiel 48 (WL) |

## Viertelfinale
Das Viertelfinale soll laut Rahmenterminplan zwischen dem 20. Oktober 2025 und dem 16. November 2025 ausgetragen werden. Die klassenniedrigere Mannschaft wird Heimrecht haben.
| Datum                          |                     | Ergebnis |                     |
| ------------------------------ | ------------------- | -------- | ------------------- |
| ab 20. Oktober 2025, 00:00 Uhr | Sieger aus Spiel 53 | Spiel 57 | Sieger aus Spiel 56 |
| ab 20. Oktober 2025, 00:00 Uhr | Sieger aus Spiel 49 | Spiel 58 | Sieger aus Spiel 50 |
| ab 20. Oktober 2025, 00:00 Uhr | Sieger aus Spiel 52 | Spiel 59 | Sieger aus Spiel 55 |
| ab 20. Oktober 2025, 00:00 Uhr | Sieger aus Spiel 51 | Spiel 60 | Sieger aus Spiel 54 |

## Halbfinale
Das Halbfinale soll laut Rahmenterminplan zwischen dem 2. März 2026 und dem 28. März 2026 ausgetragen werden. Nur Kreisligisten hätten Heimrecht; die beiden Spielorte könnten abweichend von der Auslosung durch den Verband bestimmt werden.
Die beiden Halbfinalpaarungen werden voraussichtlich im Januar 2026 oder Februar 2026 im SportCentrum Kaiserau ausgelost.
| Datum                      |  | Ergebnis |  |
| -------------------------- |  | -------- |  |
| ab 2. März 2026, 00:00 Uhr |  | Spiel 61 |  |
| ab 2. März 2026, 00:00 Uhr |  | Spiel 62 |  |

## Finale
Das Finale soll laut Rahmenterminplan am 23. Mai 2026 im Rahmen des Finaltags der Amateure ausgetragen werden. Der Finalort wird voraussichtlich durch den Verband nach Feststehen der beiden Finalisten benannt.
Der Sieger wird sich für die erste Hauptrunde des DFB-Pokals 2026/27 qualifizieren. Sollte sich der Westfalenpokalsieger bereits über die 3. Liga oder über die Platzierung in der Oberliga für den DFB-Pokal qualifizieren, dann qualifiziert sich auch der unterlegene Finalist.